# 異世界駅舎の喫茶店
『異世界駅舎の喫茶店』（いせかいえきしゃのきっさてん）は、Swindによる日本のライトノベル。イラストはpon-marshが担当している。小説投稿サイト『小説家になろう』にて2015年8月より連載が始まり、単行本が宝島社より2016年9月から2017年5月まで刊行された。その後2018年5月から宝島社文庫より文庫版が刊行された。第4回ネット小説大賞を受賞。
メディアミックスとして、神名ゆゆによるコミカライズが『ComicWalker』（KADOKAWA）にて、2016年11月19日から2019年6月22日まで連載された。

## あらすじ
名古屋行きの特急列車で「異世界の駅」に転移し、「駅長代理」と「喫茶店マスター」を任かされることになった主人公が、猫の亜人と化してしまった妻とともに、駅に誘われた異世界人の心を魅惑の「駅飯」でおもてなしする。

## 登場人物
原作とコミカライズ版では、登場人物の設定が若干異なる（例：原作では男性だが、コミカライズ版では女性に置き換わっている、原作にはないストーリーがコミカライズ版に掲載されている、など。以下に示すのは、主にコミカライズ版の設定）。

### 黒金家
亜人たちと常人（人間）の住む異世界に迷い込んだ「リアルワールド」の住人ではある。主人公とニャーチの話す日本語は異世界でも通じるので、一般生活でさほど困る事はない（ただし、現代日本のような文明器具が発達している訳ではなく、ほぼ150年位前のヨーロッパの文明レベルとなっている）。主人公（マスター）は非亜人であるが、駅長・ソフィアなども非亜人なので、異世界の住人は主人公に違和感なく接している。
マスター
主人公。妻との新婚旅行から故郷でもある「ナゴヤ」への帰り道、二人で異世界の列車に迷い込み「ハーパータウン」駅で降りる。迷子になった二人は駅長のはからいで、駅員兼駅構内の喫茶店「ツバメ」のマスターとして、夫婦で住み込み生活をすることになった（異世界の人々には本名の名前やマスターなどと呼ばれる、本名についてはホームページや単行本などを参照のこと）。名古屋出身なので名古屋弁を話し、「ツバメ」のマスターでいる時は名古屋めしをベースにした洋食を主にメニューとする（夕食は客人が食べなかったストックを妻・ニャーチとともに食事する）。だが、同じ料理を二度以上作るのは難しい。
異世界へ転移するのと同時に妻・柚が亜人猫・ニャーチとなってしまい、姿かたちはほぼ違うものの、（彼女の態度・表情などから）彼はニャーチを愛する妻・柚とすぐに確信した。彼女は、自分が柚であるという事が曖昧になっており、自分のことを「ニャーチ」を名乗るので、彼は妻（ニャーチ）と他の亜人たちに対しては彼女を「ニャーチ」と呼ぶ事にした（回想では彼女を「柚」と呼ぶ）。
「ハーバータウン」駅は「ローゼス＝ハーパー線」の終点で、駅舎内に喫茶店「ツバメ」が営業されていて主人公とニャーチはその上、二階に寝泊まりする。
コミカライズ版では「ナゴヤ人」という部分が強調されており、モーニングサービスにはこだわりがあり、サバスに採算を心配されるが、主人公曰く「ランチなどで採算はとれていますから」とパン・サラダ・茹で卵のセットを頑として譲らない。
メガネを掛けている、幼いころから近眼だったらしい。苦手な食べ物・飲み物はトマトスープで給食皆勤賞を逃した事がトラウマになっていて、柚（人間時代のニャーチ）の持っていたコーンポタージュと交換して貰った事がある。だが、ロランドの造ったスープは美味しく飲む事が出来た。
ニャーチ
主人公（マスター）の妻。人間時代の本名は「黒金柚」（くろがね ゆう）。夫であるマスターと共に列車の中でリアル世界（東海地区の列車）から異世界（ローゼス＝ハーパー線のSL）に迷い込むと同時に、猫の亜人（化け猫）となってしまう。人間時代のことは（完全に記憶から消えて）忘れてしまい「ニャーチ」を名乗るが、マスターのことは夫であることを認識している（マスターのことを猫化してからは「ごしゅじん」と呼ぶ）ため、他の人が主人公に横恋慕しようとすると嫉妬する。コミカライズ版の「最終列車」で猫化された状況が明らかとなる。
マスターとの馴れ初めは、仲間内での花見の席であった。名古屋弁で親しくなり、マスターの手料理を気に入ってしまい、プロポーズをした。
マスター程ではないが、料理を作ることが出来る。いつもは「ツバメ」でホールを務めるが、飲み物は彼女の担当である。主人公が駅務で忙しい時は、ロランドと二人だけで店内の業務をこなす事になる。ロランドの弟子入りを断ろうとした夫に対して、「ツバメ」で雇うようにと最初に助言したのは彼女で、実際ロランドの参入は彼女にとってありがたかった。
基本的に「ツバメ」の試食担当は彼女が行う。主人公は「ニャーチの味覚が（他のメンバーより）一番信ぴょう性がある」と判断してのこと。
酒には強い方だが、酔っぱらうと暴走するところがあり、そのたびにマスターに窘められる。彼女の酒強さぶりには女剣士12号も舌を巻いた。また、うろたえると変な踊りをする癖がある。
話す言葉は人間時代は祖母直伝の名古屋弁をよく使い、亜人になってからは語尾に「～のな（なのな）」をつける口癖があり、それが周囲の人々によく伝染する。
人間時代はともかく、亜人になってからは特に夫であるマスターを溺愛していて、においをかぎたくなるほどのフェチ。

### 駅舎関係者
駅ナカ喫茶店「ツバメ」はハーパータウン駅構内にあり、主人公が駅員兼マスター、ニャーチがホールスタッフ兼アシストになってから営業を開始した（あくまで喫茶店なのでリカー類の販売が無いのは勿論、出して飲むのも禁止であるが、個室に限り飲酒は可能らしい）。駅舎の二階はもともとが駅員宿舎で、黒金夫婦（マスターとニャーチ）はそこで寝起きしている。

#### 青春まっさかり組
ハーパータウン駅及び併設営業している喫茶店「ツバメ」にかかわっている若者たち。
ロランド＝アルバレス
「ツバメ」で主人公のアシストをする料理人。ウサギの亜人。
船乗りの家庭で育った三男坊で、父親の仕事の手伝いで列車に乗ることがあり、それを利用して食べ歩くのが趣味。
噂を聴いて「ツバメ」に来店、マスターの料理を食べて気に入ってしまい、そのまま弟子入り志願する。マスターは拒否するが、彼がマスターを慕っていることを知った父が挑発するかのように勝負を挑んできた（父が用意した海の食材を使った料理が課題であった）。
元々、父の仕事の手伝いで包丁の扱い、下処理、火の扱いなど調理師のアシストは一通り出来るらしい。彼の父に挑発されたマスターは、彼にアシストをさせて勝負を受け、見事に彼の父を感服させた。こうして駅長の許可を受けて、マスターの弟子として「ツバメ」で働くことになった（マスターを「師匠」と呼ぶ）。
最初、ニャーチをマスターの妻とは認識せず（亜人化と同時に肉体・精神ともに幼稚化したからと思われ、マスターと同い年にも見えなかったようであることから）、単なる従業員だと思ったらしい。だが、ソフィアの一件から「夫婦」とわかり、ニャーチに陳謝した。後述のとおり、彼は家族愛、組織愛が強くマスターだけでなくニャーチに対しても慕っている。そのため、ニャーチに対してダメージを与えそうな人は客であっても許せない。
コミカライズ版では描写はなかったが、原作では父から「つばめ」で働く許可を得る代わりに、実家を手伝う傍ら通勤している。
（テオと同様に）マスターに詰られる時は、マスターに対して全く頭が上がらない。この世界で使われる電信機すら使う事が出来ないほど、ハイパー機械音痴（その為、マスターはスマートフォンを見せられないと漏らしている）。一方でマスターのことを尊敬していて、無愛想だったテオに「一番部下の先輩」としてしかりつけたことがある（家族への思いが強く、祖母の訪問を最初は歓迎しなかったテオに激怒した）。
サラによればナルシストぽいところがあるらしい。また、ソフィアに恋慕している。最近はリベルトを含めた三角関係みたいになっているらしい。
ルナのことはレイナに次ぐ「第二の妹」として大事に思っている。
ナトル＝グラード
人間。ローゼス＝ハーパー線沿線、ウッドフォード駅に近い名家・マリメイド家のメイドとして就職する為、列車に乗り込んだはいいが、列車の中で熟睡して乗り越し、終点のハーバータウン駅まで来てしまった。終電が出てしまった事から、彼女を不憫に思ったマスターは一晩泊めて、賄い夕食をも提供した（此の時は、「黒金家」となっている二階の仮下宿先に泊めてもらい、マスターの手料理とニャーチのおもてなしに彼女は感涙した）。
その翌朝、マリメイド家へ列車で引き返す彼女にニャーチは弁当のプレゼントを用意、二人の想いに感謝しつつ料理を極める為、意気揚々とマリメイド家に向かった。
その後も彼女が仕える令嬢・ソフィアの同伴者として、たびたび「ツバメ」にやってくる（列車運賃が高いので彼女一人の時は三等車を利用するが、ソフィアと一緒の時は、ソフィアの指示で一等車に同席している）。
ソフィア＝マリメイド
ナトルが仕える財閥家・マリメイド家の令嬢。彼女は銀行を経営している。人間。
通称「氷のソフィア」。絶世の美貌と冷めたまなざしで相手を（緊張で）凍結させてしまう。叔母の進めるお見合い相手を（財産や家の目当てという理由で）次々と断り、自分で婚活中。マスターの上司にあたる駅長とは家族ぐるみで親しい。
ナトルの話からマスターをパートナー、ニャーチを自宅のメイドにあっせんする為に来たのだが、二人が夫婦だと知って引き抜くことを断念した。マスターには料理人としての腕を認めても恋心を抱くことはなく、またニャーチには小さな亜人として可愛く思っている。
目利き力は鋭く、ビジネスによく応用される。また、万博を利用して氷を使ったビジネスを始める事になった。
晩さん会で出会ったリベルトの強気目線な言動に憤慨していて、それからリベルトの事を嫌っている（とはいえ、主人公の料理を食べた二人はとりあえず大人の関係を保つことにしたが、やはりリベルトと張り合う事はあり、リベルトが主人公のヘッドハンティングをしようとすると、私も狙っていると対決姿勢をとる）。リベルトに対して彼女は「マスターを家の料理長にスカウト、ニャーチを三食昼寝付きの待遇」という破格の条件で対抗しようとする。
ハーパータウンには温泉があり、ナトルやニャーチと一緒に入った事がある（駅からは馬車で行くらしい）。
祖母・イメルダは老獪で、ソフィアはイメルダに頭が上がらない。
フィデル
「ツバメ」によく出入りする、キツネの亜人の新聞売り。その為、ソフィアの一件など情報通でもある。
ロランドとはタメを張る関係で毒舌だが、彼の研ぎ澄まされた味覚に対してはロランドは一目置いている。
ロランドのことは「デカウサギ」、自分はロランドに「チビギツネ」と呼ばれあっている。しかし、窮地に追われたロランドに協力して、試食だけでなく「ツバメ」の駅弁を臨時販売している（たまにロランドのアシストをする事もある）。駅売店「メアウカ」の従業員。
「冬の間は採算が取れない」とサラに冬季の駅弁販売中止を忠告されるも、彼にとって駅弁販売は新聞とともに重要な収入源となったため、逆にロランドに「サラを納得させるメニュー」を開発するために協力を要請、二人はマスターの蒸籠をヒントに新メニューを開発して冬の間も駅弁販売が可能となった。
学生時代はやんちゃだったらしく、担任教師に目をつけられていた。その恩師は辛党なのだが、恩師の発言からロランドは「冬でも売れる駅弁」メニューのヒントにつなげている。
前述の通り、ロランドやテオと口論に成る事は多いが、ルナに対してはロランドと同じく大事な「妹分」と思っている。
テオ
ハーパータウン駅に赴任して来た新米駅員で、駅長とマスターの部下にあたる人間。都会に憧れてローゼス＝ハーバー線の運航する鉄道会社に就職するが、ミスを犯したところマスターのヘルプとして駅長の推意もあり、田舎町のハーバータウン駅へ飛ばされたことから、当初は意気消沈であった（彼の故郷はカボチャと山菜、人形の名産地だが、特にかぼちゃ嫌いで故郷を出ようと思っていたことから田舎町コンプレックスをもっていたが、主人公のつくるまかない飯を気に入っていてハーバータウン駅駐在も悪くないと思っている）。家族は明朗なおばあちゃん以外、不明である。
キャリア組だが、天然でうっかりする事が多く、その都度上司であるマスターに詰られてしまう。
黒金夫婦には敬語で話すが、先輩であるロランドに対しては溜口で話す。
友人のエリアスとは学生時代からの仲でコブシを差し出す挨拶をする間柄はあるが、その関係はロランドとフィデルの関係に近い。エリアスはローゼスシティの美術商に就職、単独営業として初めての仕事でハーパータウンにやってきて、彼と再会した。
サラ＝パストル
「ツバメ」に月一回、経理コンサルタントをするためあらわれる会計士。「正解」「不正解」が口癖。会計業務の後、「ツバメ」で出されるスイーツとお茶を「月一回の楽しみ」にしている。経理コンサルタントをしていることから、「ツバメ」の経営に口を出す事もありフィデルなどに忠告したこともある。
ソフィアとは同じ学校（ルッサル女学院）の同級生だったが、ソフィアは彼女が人の秘密を見抜くことが得意であることから苦手としている。だが、彼女自身はソフィアのことを感心していて、「ツバメ」の業績が上昇したのもソフィアの経済的バックアップもあるからだと思っている。
「数字の鬼」で、ソフィアによれば学生時代は入学から卒業まで「数学」はオール満点である。教師陣をも震撼させ、計算尺を手にした姿は「神眼のサラ」と呼ばれたらしい。彼女自身は「人の営みにつながる数字」に触れられる会計士の仕事を気に入っている。また、趣味で数字の懸賞に毎度応募している。
ルナ
早くから両親に死に別れ、祖母の死後は母方のおば夫婦に引き取られるが、小間使いとして冷遇され、こき使われている。林檎売りとしてハーパータウン駅に来て黒金夫婦の前に現れる。かなり境遇が悪いこと知った二人は駅長に相談すると、マスターたちとともに憤る駅長はおば夫婦に制裁を科す。駅長と黒金夫婦の計らいで、黒金家となっている駅舎の上階に居候することになり、その後はマスターとニャーチの里子同然になった。「ツバメ」の仕事を手伝いつつ、私学校に通っている。
マスター、ソフィアなどと同じ人間で、最近は主人公に教えてもらいながらの「お菓子作り」に興味を持っている。ロランドとフィデルのことは「義兄」のように親しみ、「喧嘩するほど仲がいいのはいいけど、ほどほどにしてほしい」と思っている。

#### 「ツバメ」関係者
駅長を筆頭に、黒金夫婦にとって大きくかかわっている人物。
駅長
ローゼス＝ハーパー線の終着駅・ハーパータウン駅の責任者。人間だが本名や経歴などは一切不明。
異世界であるローゼス＝ハーパー線に迷い込んでしまった黒金夫婦を、自身が管理する駅舎に保護（主人公は駅員兼駅舎喫茶店「ツバメ」の駅マスターを務める）。主人公夫婦を何かと気にかける。一応「ツバメ」の人事権は彼にあるので、主人公は彼に相談する。
黒金夫婦が別世界（リアルワールド）から来た人物であることを知る数少ない人物。駅長いわく、黒金夫婦は“時線の転轍”（リアルワールドと異世界が交差して、その衝撃が大きく起こる）に巻き込まれてやってきて、ニャーチはその副作用で亜人化したと推察、マスターに説明する。
各地の有力者とも相当のコネクションがある模様（銀行家であるマリメイド家一族とも顔見知りである）。きれいな白髪に、白い口髭がトレードマーク。誰にでも穏やかな笑顔を浮かべているが、時折鋭い視線を飛ばすことも。
グスタフ＝アルフォンソ
クマの亜人。機械工ギルド長、全身無精ひげの為か名古屋出身のマスター曰く「地元で開催された万博の某キャラクターに似ている」と思った。
そういう身体特徴から夏場は暑苦しく、冷蔵庫から離れなれずマスターを困らせているが、「ツバメ」には欠かせない存在で、主人公に頼まれて調理器具の開発を手伝っている。
彼とマスターが用意した製氷機と、彼が修繕した冷蔵庫をハーパータウン温泉に設置、ソフィアとナトルをおもてなしした。
女剣士12号
剣の道一本で生きる少女、何故だか裸に近い恰好のいでたちとなっている。同僚にメガネ娘・9号が居て、彼女に突っ込まれる。12号の体格は良く、特にニャーチと同じく巨乳である。
同祖国のルーデンドルフ夫婦が売り出した「たこさんウィンナー」を異端とみなして非難、しかもサバスとの話からその発端が「ツバメ」であることが判明。
「ツバメ」を密会クラブと勘違いしている事からますます疑いの目を向ける。妙な会合（本当は純粋な宴会）に憤慨した彼女は店内に闖入、ニャーチと酒のみ勝負をすることになった。酔いつぶれた彼女（ニャーチに完敗した12号）は、ニャーチに食べさせられた変なピザ（少なくとも12号はそう思った）を絶賛したどころか、「ツバメ」メニューの虜になっていた。
ボスによって送り込まれた先にいた料理人の怪しい男ジェシーの策略と拷問にかかるが、彼女は屈せず「ツバメが至上なる料理店」と動じない。その後、彼女は夢遊病な状態でツバメに現れ、マスターの手料理でジェシーの料理魔術から解放された。
ジェシーが「ツバメ」の客にかけようとした料理魔法の薬を見つけた彼女はみんなを助ける為に自らを犠牲に飲んで倒れるが、ニャーチが飲ませたきつけ薬（酸っぱい飲料水で、不幸を吹っ飛ばす事が出来るらしい）で、元気に回復した。その後、駅長の勧めで冒険の旅に出て、世話になったマスター宛てに食材を送っている。
マスターを「勇者殿」、ニャーチを「奥方殿」と呼ぶ。冒険の旅で路銀不足となり、船員としてアルバイトをして帰国したため空腹で失神し、9号に抱えられて「ツバメ」に運ばれた。そのおかげでマスターは味噌に変わる食材を手に入れることができた。
9号
12号の同僚、どちらかといえば頭脳派なメガネ娘。勘違いな体育系バカの12号に対する突っ込み役。
基本的にボスに対して忠誠な立場であるが、12号が窮地に陥った時、（ボスの利害と関係無しに）助けた事がある。だが、「ツバメ」のことは少し怪訝に思う節があり、警戒していた。
情報で自分達のボス（彼女達は｢主｣と呼ぶ）が求めている粉が盗まれていることが発覚した。12号の捜索でボスが求める粉が「ツバメ」にないことはわかったが、盗まれた粉は彼女にとり返されてボスのもとに戻された。
のちに「ツバメ」に対する警戒感が薄れたようで、「ツバメ」ヘ来店するようになり「ツバメ」でカリーナに（ボス・バージルに関する小麦粉の）情報をリークした。実は、リベルトの差し金であり、彼女がカリーナに情報をリークしたのは、分かり易いキャラクターで12号に似ているからであった。
カリーナ＝アルベローニ
マークス新聞・ゴシップ担当の駆け出し新聞記者で（先輩方に雑用扱いされ、重要な情報を教えてくれないことから）、早く一人前扱いされるべくスクープを日々追っている。
そんな彼女に9号がバージル（テネシー共和国・与党議員）の小麦粉と薬物にかかわる裏取引問題をリークした（9号曰く、女剣士12号に似ているという）。
ローゼスシティからの新路線開業をスクープしたのは彼女である。
原作では新聞記者青年・カミロ（男性）として登場。ライバル会社の（地方出身）青年記者・ドナートにライバル心を燃やす。カミロはマスターやテオの追っかけをしてはマスターに窘められ、駅長に変わりのスクープを提供される（大きいスクープではなかったが、ドナートの名前を出されると、飛びついた）。
リベルト＝デ＝ラウレンティス
クレイグ国に着任したテネシー共和国特命全権大使であり、元公爵家の名門ラウレンティス家の三男。
眉目秀麗な容姿と卓越した実力は多くの女性の憧れの的であり、本国でも一目置かれた存在である。最近は時折ハーパータウンに姿を見せている模様。主人公曰く「女性の扱いに慣れていそう」とコメントされているが、ソフィアには煙たがれている。
カリーナや12号がらみも含めて主人公による一連の行動に感服していて、「小麦粉」の話を手土産に「ツバメ」に接近した。
黒金夫婦に興味を持ち、彼らの出生地である「ナゴヤ」を調査したが、異世界（駅長やリベルトたちの住む世界）に存在しないことがわかり、別世界からの出身者であると推察する。
なにかとソフィアに張り合うことが多く、彼女を出し抜いて黒金夫婦に「自国の公邸料理人」にスカウトしようとする。だが、その後はソフィアとの距離が縮まり親密となる。
テネシー国の政変で失職したため、クレイグ国に避難。
ディエゴ＝アルバレス
漁師を営むアルバレス家の大黒柱。子供はロランドの他、二人の兄と一人の妹・レイナがいる。
泳ぎが苦手なロランドに漁以外の仕事を手伝わせているが、家族などの料理をつくっているうちに料理人を志すようになった三男にがっかりしている（レイナはロランドのツバメリクルート活動を応援している）。
ロランドが「ツバメ」に入り浸っていることを突き止めた父は、マスターに挑発するかのように勝負を掛ける。マスターとロランドに完敗した父は、ロランドが「ツバメ」で修行するのを認める。
原作では、ロランドが「ツバメ」のマスターの弟子入りをしたいと知り、反対する事なく応援している。

### 常連客
「ツバメ」で主人公のつくる手料理を目当てに来店する人々。また、噂が広がって他方からやってくることが多い（「ツバメ」は黒金夫婦が駅長の計らいで住み込み働きするようになってから開業、以前は待合室で主人公達が駅務を始めた当初は飲み物を提供するにとどまっていたが、評判を呼んで駅長から「喫茶店」の開業を任かされる。喫茶店を経営するのは主人公の夢であり、それが異世界で実現した形になる）。
サバス＝シルバ
シルバ商会の敏腕バイヤー、自称「銀の魔王」。
出勤前に必ず来店して、「モーニングセット」を注文する。いつも気にいっている席があり、そこで食事をとった後、始発の列車でマークシティへ出勤する。
実は「ツバメ」料理の熱狂的なファンで、ランチを食べたいと思っているが、出勤日は時間が無くて食べられず困っている。
いつも黒金夫婦のことを気にかけていて、ソーセージ商人を紹介したことがある。
ソフィアとはよく商談していて、彼の紹介でリベルトと引き合わせている。ソフィア同様にかなり顔が広く、地元警察官幹部とも顔見知りで「ツバメ」の風紀を乱す荒くれ軍人三人組に、名前を出して一喝したことがある。
アルディとカルディ
二人組一緒に登場、来店する事が多い。各々、羊アフロとライオンロン毛が特徴。
二人とも音楽が好きで、店内でデュオとして演奏するが、ロランドに迷惑がられる。
普段は仲がいいが、たまにもめる事もある。
サバスと同じく「ツバメ」のファンで、マスター（主人公）たちに迷惑をかける客を許せない。
ロドリゴ（狼警察官）
見ての通り、人相はよくないが鉄道保安官である。
羊頭の男（ノベルではニコラスを名乗る）と一緒に来店、その前に「ツバメ」に宝石詐欺師が逃走中の情報が入った事から、ロランドはロドリゴの方を犯人と勘違いしてしまい、懲らしめる為かロドリゴのマヨネーズソースにホースラディッシュ、トマトケチャップソースに唐辛子を混ぜて辛くした。だが、これが犯人逮捕の伏線となった。
実は羊頭の男が宝石詐欺師で本当は羊頭はかつらで狼頭だった、ロドリゴは時間稼ぎの為に似非羊頭男を「ツバメ」に閉じ込めるべく誘導したらしい。しかもロランドが仕込んだ激辛ソースを食べた似非羊頭男（マルコス＝ベルナルド）はかつらをとって正体を表してしまい、あえなく御用となった。
ロランドの仕込んだ激辛ソースは苦手だが、それ以来「ツバメ」の常連となった。
サルバドール
「ツバメ」にパンを卸しているベーカリーの主人。いつも店の隅にある席で食事をとる。
異世界に来たマスターに調理器具の使い方を教えた、マスターの師匠。とても料理に厳しい人で、納得がいかない店に対してはパンを卸して貰えなくなる。
ロランドの「出過ぎた真似」で彼を怒らせてしまい、そのせいでマスターに破門されそうになる（元々、万博期間中は駅務に忙しく店に出られないマスターが、ロランドと出来あいに頼ってしまったのも一因）。
だが、マスターに与えられた最終テスト（オムレツプレート）では彼のパンを利用してフィデルとの特訓で調理をこなし、彼を納得させたことから店に残る事が出来た。
サラによれば、かなりの愛妻家らしい。
シューツネル
常連客の一人。羊耳系亜人の男。
ナナ
キリン頭の亜人。ロランドによれば「彼女の股をくぐれば、縁起が良くなる」とのこと。
主人公（マスター）はゲン担ぎのため、彼女の股をくぐったことがある。
シュウ、ポー
楽団員コンビ。勘違いで妹の分を食べた兄と泣いて怒る妹のために、演奏したことがある。

### その他
黒金夫婦が迷い込んだ異世界の名前は「クレイグ国」で、万博を機会に国内外から多くの客が来店することになる。

#### ハーパータウン近辺住民
その他、ハーパータウンの近くに住む人々。
アレクサンドラ
サルバドールの一人娘。三つ編みにまとめた父親譲りの金髪。
クララ
ハーパータウン・セントラルストリートにあるメルカド（市場）外れの露店で働く小柄な女性。フェレットの亜人で、小さく丸い白耳が特徴。テオは彼女に恋慕するが、まだ気づいてもらっていない。
ガルド・イバルロンド
ハーパータウンに住む農場主、壮年男性の人間。主に畜産と耕作を生業とする。筋骨隆々。毎朝『ツバメ』に新鮮な農産物・畜産物を供給。
ベアート
サバスの知り合いで、妙齢の美女。
ブルト
ハーパータウンに住む老人。オズワルドの病院に入院していた。
オズワルド
ハーパータウンに住む医師。マスターにみみずく頭の医者を紹介した。
ガルド
ハーパータウン近辺を営業エリアとする運送業者の壮年男性。
イザベル
ルナが通う学校の教員をしている。いつも感謝祭に出すお菓子を提供してくれるおばあさんが倒れてしまい、ルナと一緒になってマスターにお菓子を頼み込む。

#### レスチャ病院周辺
ハーパータウンから列車で向かう距離にある町で、マスターがニャーチの病気を治癒するためにやってきた。
パンダ亜人の母息
マスターが亜人風邪のニャーチを伴い、亜人専門のレスチャ病院へ診察を受けに来た町で出会った二人で（息子のシオンは病院の患者だったが、逃げ出したところ）ニャーチが宥めてお菓子をあげたことで仲良くなる。
パンダ母は地元一番のレストランを営んでおり、（町でけんかを仲裁して、けんかしていた象とカバの亜人からお礼にとウナギを受け取ったが、調理する場所に困った）主人公のために厨房を貸した。みみずく医者と看護師もここの常連客。
うなぎと蓬莱の薬（実は魚醤）を配合した料理を店主親子、医者、看護師、象・カバ、ニャーチたち（店にいた亜人風邪患者全員）に食べさせたところ、ニャーチやシオンたちの体調が復活した。
マスターがフィデルとロランドに貸し出した蒸籠は、もともとパンダ母が営むレストランのものであった。
レスチャ病院の看護師
亜人専門の病院で看護師を務める亜人女性。
みみずく頭の医者
レスチャ病院の主治医。患者の騒ぎに癇癪を起して診察打ち止めをすることもあるが、マスターのパフォーマンスで患者が静まったことで機嫌が直り、ニャーチの診察を優先させる。「軽度のかぜ」と診断して蓬莱の薬を与えた。
視力は弱いらしいが、頭を360度回転させることができる。マスターたちは、地元の医者（人間）に「亜人専門の名医」として紹介されたが、「気難しい人」と付け加えられた。

#### ヴィオレッタ号
テネシー共和国船籍と思わしき船で、しばしばハーパータウンに出入りしている。
ジャン
「ヴィオレッタ」号船主令息。ルナに恋慕している。
シレーナ
「ヴィオレッタ」号に乗船していた歌手。
エルナンド
「ヴィオレッタ」号の副船長、二等航海士。テネシー国の政変に伴い、リベルトを国外へ脱出させた。

#### ゲスト
ハーパータウンの住人ではないが、「ツバメ」とハーパータウンを来訪した人々。
リアナ母娘
リアナと母・エリシアはハーパータウンへ遊びに来たのだが、難しい年頃のリアナは列車の荷物室に閉じこもって降りようとしない。
マスターの説得で「ツバメ」に移動して、特等席へ招待され、リアナのためにマスターは特製プレート、ニャーチはスペシャルジュースをつくった。
体調などから、マスターはリアナの母が「妊娠中」であることを見抜き、妊婦用の特別メニューを用意した。リアナ自身もそのことで「母を独占したい気持ち」と「お姉ちゃんになって、大人にならなければいけない」で葛藤していた事が分かった。
（ノベルでは）初来店から1年後に、お礼を兼ねてリアナの弟を連れて再訪。リアナの負けん気は相変わらずだが、マスターの人柄とニャーチの気さくさにリアナは再び会うのを楽しみにしていた。
ケイヴァン
駅専門大工「ケイヴァン組」の棟梁。
同僚だったケメオを工事中の事故から助ける事が出来ず、それから「筋力をつける為に肉を食え」が口癖になって、四姉妹の部下に強要する汗臭い体育系男子。暑苦しいところがあるが、部下の四姉妹には慕われている。
万博の為にローゼス＝ハーパー線の各駅を改装工事する彼等に、「ツバメ」は食事と宿舎を提供する。
「ツバメ」登場当時は「野菜なんか食べている場合じゃねえ！」といっていたが、マスターのつくったスタミナカレーを食べて「野菜を食べろ！」と豪語するようになった。ニャーチも肉信者で彼と「肉食」で気があった。
「ケイヴァン組」の四姉妹
ケイヴァンの部下である四人姉妹。長女・ラーラ、次女・リーチャ、三女・ルーチェ、四女・レーヤがいる。四人とも腕っ節は強い。
メガネ娘の三女・ルーチェは食が細いが、マスターの料理は完食している。だが、マスターを別世界（異世界から見た異世界）の出身と見抜いたらしい。その理由は「ツバメの料理が美味し過ぎるから」だという。
「ケイヴァン組」の連中もマスターとニャーチが夫婦である事を知らなかったみたいで、マスター・ニャーチ・ロランドを勝手に「三角関係」と邪推した。彼女達が好きなケイヴァンがニャーチと密会（本当はニャーチが造ったレモン氷水を飲んだだけ）したところやケイヴァンがマスターとからむ処を見て、ますます勘違いをしてしまったらしい。その後、マスター特製のスタミナカレーを食べた五人は工事を早急に進める事が出来た。
ルーデンドルフ夫婦
異世界にある国「キルシュ連邦」から来国したソーセージ（ブルスト）の商人。夫はヨハン、妻はニコルである。
「ツバメ」のたこさんウィンナーを見て、国家（皇帝）の華・ハチグルマソウをイメージし、感激した。
この二人は、常連客サバスの紹介で来店した。
ジェシー＝クロニクル
女剣士12号を拷問にかけた、料理人の怪物。彼の料理を食べると美味しいが、飢餓状態になるなどという恐ろしい魔術を持つ。口癖は語尾に「です死」と付ける事が多い。取り巻きが数人いる。
12号と彼女のボス「主」が「ツバメ」の料理に羨望している事から嫉妬して（ナンバーワンは俺でなければいけないという思いから）、彼手製の臨時列車（厨房などが完備）で「ツバメ」に乗り込み、マスターに勝負を挑んできた（当初主人公はシェフナンバー1を競うのに興味なかったが、12号が彼の拷問で傷ついたことを知り、12号を助けるために受けた）が、彼の料理魔法が調理勝負の過程で薄まってしまい、「ツバメ」の客は無事だった（実は12号が身代わりに魔法の薬を飲んで倒れ込んだ）。さらに主人公の料理に完敗してしまい、すぐに撤収した。これを機に料理家を引退、故郷に引きこもってしまった。
彼の証言によると調理法は古文書で調べた本式らしい。
「主」と彼など一部の人しか知らない「ゴンブトヤマアラシの毛」（ジェシー本人がそういっていた）を主人公に「パスタ」であることを見抜かれ、これを使って料理勝負をする羽目になった。マスターは彼からパスタのありかを聞き出せなかったが、彼が残したパスタをニャーチと食べてしまった。
セリオ
狼耳の青年。幼年期、靴職人であるエマの父に内弟子入りして、エマとは「兄妹」と見まがうかぐらいに親しくなる。だが、成長すると恋慕するようになり、エマの縁談を知り、彼女を駆け落ちに誘う。
猫舌であったが、慣れてきた。孤児だったらしくいじめられたこともあったらしいが、エマが身を挺して彼をかばってくれた。エマと駆け落ちするような形でハーパータウンへやってきたが、一緒に帰郷。その後、エマの父が彼を後継者にするに及び、エマとの結婚が認められた。
エマ
ネズミ耳の青年女。父に弟子入りしたセリオを「兄」として慕い、男性として意識するようになる。
「エルダー商会」の社長令息は幼なじみの仲だが、彼女の足の自由を利かなくさせてしまったために、責任を感じて「一生涯面倒を見る」と彼女の父を通じて縁談を申し込んだ。その話に戸惑った彼女はセリオの提案に乗り、ハーパータウンまでやってきたが、しばらくしてセリオと帰郷し、縁談は破談となり、エマ父の後継者としてセリオとの結婚が認められた。
ファル
黒金夫婦が不時着した「グレイグ国」で初めての冬に突如、ハーパータウンに現れた少女。
自称「雪の妖精」だが、亜人の少女。
母はローゼスシティに出稼ぎしていてメイドをしているが、病気でしばらく帰れず父は祖母の様子が心配で外出、彼女は母が心配で列車に乗るため、ハーパータウン駅にやってきてマスターたちに保護された。
荒くれ軍人三人組
食いしん坊でうわさを聞きつけ「ツバメ」に来店するが、ニャーチに絡むので怒るロランドと乱闘になり、マスターに止められる。
サバスたちに注意され、マスターがお詫びに出した料理を絶賛。「酒が飲みたくなる」というが、マスターは「酒はだせない」と断った。

カルロス・マリメイド
ソフィアの従兄。首都ローゼス・シティにある迎賓館の館主。ソフィアを介してマスターとニャーチに外国有力者接待の補助を依頼する。
アウグスト・クワレス
カルロスが営む迎賓館の料理長。
バンジョウ
トウリュウの部下で、ソフィアたち相手に案内役兼通訳を務めた。
トウリュウ
ホウライ国の使節団に随行している船主で、政府に通じている有力者。ソフィアが彼を主賓として、マスターたちに接待の補助を依頼した。彼はマスターの料理に感服した。

## 関連用語

### ローゼス・ハーパー線
異世界にある国「クレイグ国」に走る鉄道の一路線。ローゼスシティ～ハーパータウンを結ぶ、異世界住人である亜人たちは沿線へ向かうのに他交通との接続駅「ローゼス・シティ」から乗るが、黒金夫婦はワープしてこの路線を走る列車の乗客となってしまった。
動力は蒸気機関車（コミカライズ版ではクラス1000またはコンパウンド4-4-0）、客車は3等級なのだが運賃が高いので、三等車にすら乗れない人もいる（その場合は馬車などを利用する事になる）。二等車の一部は荷物車になっていて、「チッキ」制度もある。
沿線の各駅はローゼスシティ、アールタイム、マークシティ、ウッドフォード、ジムビー、ハーパータウンの6駅。

### ハーパータウン駅
ローゼス・ハーバー線の終点。以前は駅長のみ駐在し、従業員宿舎と駅員室、飲料コーナーが併設するのみであったが、黒金夫婦が住むようになってからは飲料コーナーが喫茶店「ツバメ」に改装され、売店「メアウカ」も開店するようになった。海に面する港町だが、テオがいうように田舎の風情が残っている。ハーパータウンを発着する列車は一日三往復しかないので、発着時だけマスターは「駅長代理」の業務をして、それ以外は「ツバメ」の店主となる。

## 既刊一覧

### 小説
単行本
- Swind（著） / pon-marsh（イラスト） 『異世界駅舎の喫茶店』 宝島社、全2巻
  - 『異世界駅舎の喫茶店』2016年9月10日発売、ISBN 978-4-8002-6059-8
  - 『異世界駅舎の喫茶店 小さな魔女と記憶のタルト』2017年5月25日発売、ISBN 978-4-8002-7278-2

文庫版
- Swind（著） 『異世界駅舎の喫茶店』 宝島社〈宝島社文庫〉、全2巻
  - 『異世界駅舎の喫茶店』2018年5月28日発売、ISBN 978-4-8002-8470-9
  - 『異世界駅舎の喫茶店 小さな魔女と記憶のタルト』2018年9月6日発売、ISBN 978-4-8002-8835-6

### 漫画
- Swind（原作）・pon-marsh（キャラクター原案）・神名ゆゆ（作画） 『異世界駅舎の喫茶店』 KADOKAWA〈MFコミックス〉、全5巻
  1. 2017年5月22日発売[6]、ISBN 978-4-04-069108-4
  2. 2017年12月22日発売[7]、ISBN 978-4-04-069516-7
  3. 2018年6月23日発売[8]、ISBN 978-4-04-069904-2
  4. 2019年1月21日発売[9]、ISBN 978-4-04-065420-1
  5. 2019年7月23日発売[10]、ISBN 978-4-04-065826-1